# أندي يادوم
أندي يادوم (بالإنجليزية: Andy Yiadom) (مواليد 2 ديسمبر 1991) هو لاعب كرة قدم محترف، يلعب لصالح نادي دوري البطولة الإنجليزية بارنسلي، ودوليًا يمثل منتخب غانا. يمكنه اللعب كمدافع أو جناح.

## مسيرته الدولية
ولد أندي في إنجلترا لأبوين غانيين. استدعي لتمثيل منتخب إنجلترا الثالث لكرة القدم، ولقب بأفضل لاعب في العام عن عام 2015. وفي نوفمبر 2016 استدعي لتمثيل منتخب غانا. لعب أولى مبارياته مع منتخب غانا في كأس الأمم الأفريقية لكرة القدم 2017 وانتهت بالخسارة أمام مصر بنتيجة 1–0.

## إحصائيات

### الأندية
آخر تحديث المباريات المكتملة يوم 2 يناير 2017.
| النادي                  | الموسم  | الدوري                          | الدوري | الدوري | كأس الاتحاد الإنجليزي | كأس الاتحاد الإنجليزي | كأس رابطة الأندية الإنجليزية المحترفة | كأس رابطة الأندية الإنجليزية المحترفة | أخرى | أخرى  | المجموع | المجموع |
| النادي                  | الموسم  | القسم                           | ظهور   | أهداف  | ظهور                  | أهداف                 | ظهور                                  | أهداف                                 | ظهور | أهداف | ظهور    | أهداف   |
| ----------------------- | ------- | ------------------------------- | ------ | ------ | --------------------- | --------------------- | ------------------------------------- | ------------------------------------- | ---- | ----- | ------- | ------- |
| هايز أند ييدينغ يونايتد | 2010–11 | الدوري الإنجليزي الدرجة الخامسة | 36     | 1      | 2                     | 0                     | —                                     | —                                     | 1    | 0     | 39      | 1       |
| براينتري تاون           | 2011–12 | الدوري الإنجليزي الدرجة الخامسة | 28     | 7      | 1                     | 1                     | —                                     | —                                     | 3    | 0     | 32      | 8       |
| بارنت                   | 2011–12 | الدوري الإنجليزي الدرجة الثانية | 7      | 1      | —                     | —                     | —                                     | —                                     | —    | —     | 7       | 1       |
| بارنت                   | 2012–13 | الدوري الإنجليزي الدرجة الثانية | 39     | 3      | 1                     | 0                     | 1                                     | 0                                     | 1    | 0     | 42      | 3       |
| بارنت                   | 2013–14 | الدوري الإنجليزي الدرجة الخامسة | 42     | 1      | 1                     | 0                     | —                                     | —                                     | 2    | 0     | 45      | 1       |
| بارنت                   | 2014–15 | الدوري الإنجليزي الدرجة الخامسة | 41     | 3      | 3                     | 0                     | —                                     | —                                     | 0    | 0     | 44      | 3       |
| بارنت                   | 2015–16 | الدوري الإنجليزي الدرجة الثانية | 40     | 6      | 2                     | 0                     | 1                                     | 1                                     | 0    | 0     | 43      | 7       |
| بارنت                   | المجموع | المجموع                         | 169    | 14     | 7                     | 0                     | 2                                     | 1                                     | 3    | 0     | 181     | 15      |
| بارنسلي                 | 2016–17 | دوري البطولة الإنجليزية         | 23     | 0      | 0                     | 0                     | 1                                     | 0                                     | —    | —     | 24      | 0       |
| المجموع                 | المجموع | المجموع                         | 256    | 22     | 10                    | 1                     | 3                                     | 1                                     | 7    | 0     | 276     | 24      |

1. 1 2 3  الظهور في بطولة تحدي اتحاد كرة القدم
2. ↑  الظهور في بطولة دوري كرة القدم موسم 2012–13

### المنتخب
آخر تحديث المبارات المكتملة يوم 25 يناير 2017.
| المنتخب الوطني | السنة   | ظهور | أهداف |
| -------------- | ------- | ---- | ----- |
| غانا           | 2017    | 1    | 0     |
| المجموع        | المجموع | 1    | 0     |

## الألقاب
بارنت
- دوري الدرجة الخامسة الإنجليزي: 2014–15[11]

## روابط خارجية
- صفحة أندي على الموقع الرسمي لنادي بارنسلي
- أندي يادوم على موقع قاعدة بيانات كرة القدم.إي يو (الإنجليزية)
- أندي يادوم على موقع ليكيب (الفرنسية)
- أندي يادوم على موقع ناشيونال فوتبول تيمز (الإنجليزية)
- أندي يادوم على موقع Soccerbase.com (لاعب) (الإنجليزية)
- أندي يادوم على موقع Soccerway.com (الإنجليزية)